# Saint-Lazare (stanice metra v Paříži)

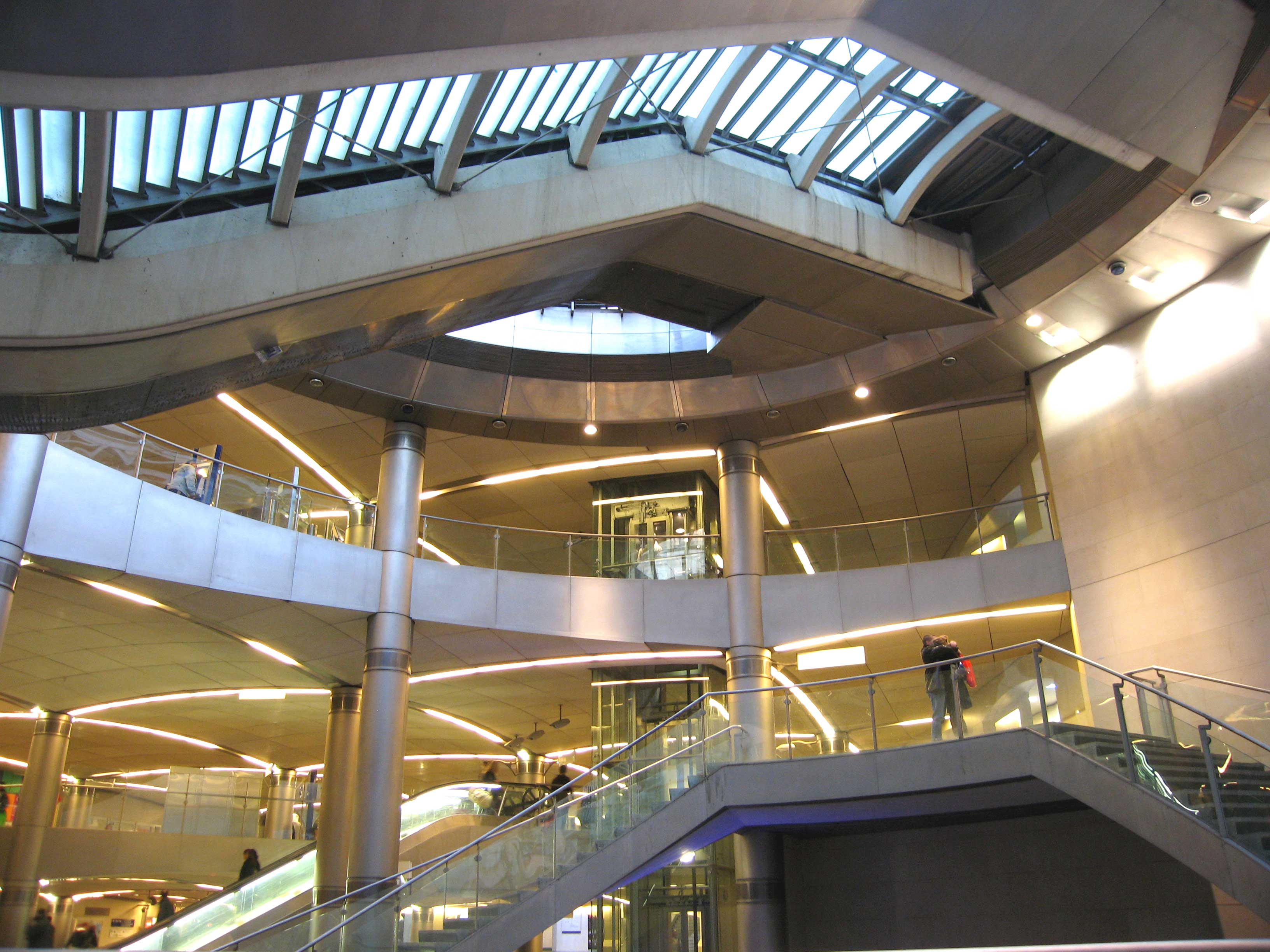
Nová přestupní hala na stanici

Saint-Lazare je přestupní stanice pařížského metra mezi linkami 3, 12, 13 a 14 a nepřímo též linkou 9. Stanice se nachází na hranicích 8. a 9. obvodu v Paříži pod nádražím Saint-Lazare. Ze stanice je proto možný přestup i na linky SNCF, linky Transilien a rovněž linku RER E. Podzemním tunelem je navíc stanice propojena se stanicí Saint-Augustin na lince 9. V roce 2004 byla se 34,53 milióny cestujících druhou nejvytíženější stanicí zdejšího metra.

## Historie
Stanice byla otevřena 14. října 1904 jako součást prvního úseku linky 3. Dne 5. listopadu 1910 bylo otevřeno nástupiště pro tehdejší novou linku A, kterou provozovala Compagnie Nord-Sud (dnes linka 12). Stejná společnost pak zprovoznila 26. února 1911 svou druhou linku B (dnes linka 13), jejíž první úsek vedl ze stanice Saint-Lazare do stanice Porte de Saint-Ouen. Od 12. července 1999 je možné přestupovat na linku RER E. Poslední rozšíření stanice proběhlo 16. prosince 2003, kdy sem byla prodloužena linka 14 ze stanice Madeleine. Zároveň s ní byla otevřena podzemní chodba spojující Saint-Lazare se stanicí Saint-Augustin na lince 9.

## Název
Stanice byla pojmenována po zdejším nádraží, které se nachází na ulici Rue Saint-Lazare (tj. ulici sv. Lazara). Název vznikl po starém špitálu pro nemocné leprou.

## Vstupy
Stanice má několik východů:
- Cour de Rome
- Place du Havre před domy č. 13 a 14
- Galerie des Marchands do obchodní galerie spojené s nádražím
- Rue Intérieure (s přístupem do nádraží)
- Place Gabriel Péri
- Rue de l'Arcade před dům č. 62
- Rue d'Amsterdam před dům č. 2
- Cour du Havre
- Rue Saint-Lazare před domy č. 92 a č. 95-97